# Armand Penverne
Armand Penverne (Pont-Scorff, 1926. november 26. – Marseille, 2012. február 27.) francia válogatott labdarúgó, edző.

## Sikerei, díjai

### Klub
- Stade de Reims
  - Francia bajnok: 1948–49, 1952–53, 1954–55, 1957–58
  - Francia kupa: 1949–50, 1957–58
  - Francia szuperkupa: 1955, 1958
  - Latin kupa: 1953

### Válogatott
- Franciaország
  - Labdarúgó-világbajnokság bronzérmese: 1958